# اثر لیندی

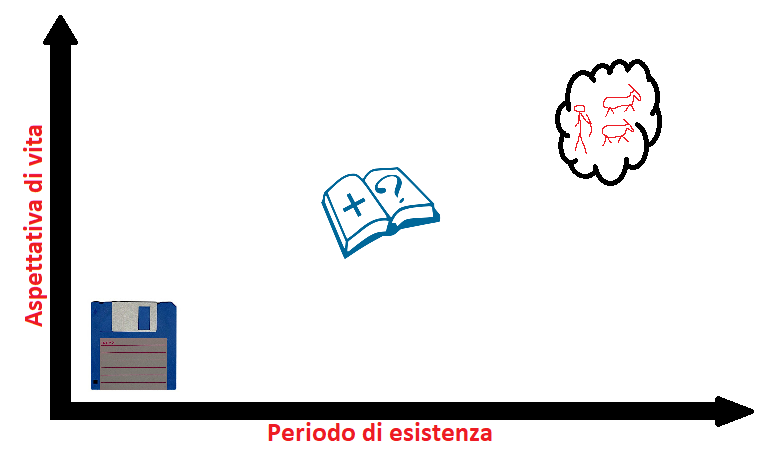
اثر لیندی

اثر لیندی نظریه ای است که نشان می‌دهد امید به زندگی برای برخی پدیده‌های فناناپذیر مانند فناوری یا یک ایده، متناسب با سن فعلی آنها است، به طوری که با افزایش عمر آن‌ها امید به ماندگاری آن‌ها افزایش می‌یابد. در جایی که اثر لیندی اعمال شود، میزان مرگ و میر با گذشت زمان کاهش پیدا می‌کند. در مقابل، موجودات زنده و ابزارهای مکانیکی از منحنی شکست پیروی می‌کنند. به این معنی که پس از دوران کودکی، میزان مرگ و میر با گذشت زمان افزایش می‌یابد. از آنجا که امید به زندگی بر مبنای احتمال ارزیابی می‌شود، ممکن است چیزی قبل از به سر رسیدن مدت مورد انتظار برای بقا کاملاً منقرض شود. به عبارت دیگر، برای تعیین مدت بقای چیزی باید هم سن و هم سلامتی آن ارزیابی شود.